# Thenewno2
thenewno2 – duet muzyczny założony w kwietniu 2006 przez brytyjskiego gitarzystę Dhaniego Harrisona i amerykańskiego perkusistę Olivera Hecksa. 

## Historia
Nazwa grupy pochodzi od bohatera serialu, nadawanego w Wielkiej Brytanii w latach 60. pod tytułem The Prisoner. Był on ulubionym serialem George'a Harrisona, ojca Dhaniego. Zespół poza działalnością muzyczną pracował nad oprawą graficzną kilku albumów George'a Harrisona, m.in. Brainwashed, The Dark Horse Years Box Set, czy DVD Concert for Bangladesh.
28 sierpnia 2006 zespół wydał promocyjny minialbum, zatytułowany EP001. Znalazły się na nim cztery utwory: Say, Out of Mind, Lord Lord i Truly. Poza piosenkami na EP001 zespół nagrał utwory Choose What You're Watching (teledysk do tej piosenki, wyreżyserowany przez Olivera Hecksa, znajduje się na oficjalnej stronie internetowej zespołu), We're All Stars i People. W lutym 2007 EP001 został udostępniony w muzycznym sklepie internetowym iTunes.

## Skład
- Dhani Harrison – gitara, syntezator, wokal
- Oliver Hecks – perkusja, syntezator

### Gościnna współpraca
- Amanda Butterworth – żeńskie partie wokalu.